# Кукулакис, Михаил
Михаил Кукулакис (греч. Μιχάλης Κουκουλάκης; 26 июня 1975) — греческий профессиональный футбольный арбитр, рефери ФИФА. Гражданская специальность врач.
Родился в 1975 году на острове Крит. В 1992 году окончил школу судей Ираклиона. Начал судейство матчей греческой суперлиги в 2004 году. В 2008 году получил статус рефери ФИФА.
Первый международный матч отсудил 22 мая 2008 года в рамках отборочного турнира к юношескому чемпионату Европы 2008 года между юношескими сборными Германии и Албании (2:0). Дебютировал на клубном международном уровне судейством игры 21 июня 2008 года в рамках квалификации Кубка Интертото между клубами «Челик» и «Грбаль» (3:2).
В 2009 был допущен к судейству отборочного матча к чемпионату мира 2010 года между сборными Фарерских островов и Франции (0:1).
С 2011 года на регулярной основе привлекается к судейству матче по эгидой ФИФА и УЕФА, как на клубном уровне, так и на уровне сборных.